# دبابة النوع 95 الثقيلة
الدبابة الثقيلة النوع 95 هي النسخة النهائية من عدة عمليات تطويرية و تصنيعية في الحرب العالمية الأولى والثانية اعقبت هذه الدبابة التي لم تغادر الورق إلا بتصميم اختباري فبقيت كتصميم و هي دمج بين التصاميم الألمانية والإيطالية، تسليحها الرئيسي عبارة عن مدفع عيار 70 مم في البرج الأول، التسليح الثانوي في البرج الثاني هو مدفع عيار 37 مم و رشاشين 6.5 مم.

## التاريخ
تم تطوير هذه الدبابة من الدبابة نوع 91 الثقيلة، حيث كان لها تسليح أفضل ودرع اسمك من النسخ الأولى وتم تطوير نظام النعليق بها وتم إنتاج واحدة أو أربعة فقط و فشلت في أن تدخل الإنتاج .
ولها أسماء منها:
- جو سينشا 2595 جاتا 95
- الدبابة النوع 95 الثقيلة

## الأبراج
لها ثلاث أبراج:
- البرج الرئيسي: مدفع واحد عيار 70 مم، رشاش واحد 6.5 مم
- البرج الأمامي: مدفع واحد 37 مم
- البرج الخلفي: رشاش واحد 6.5 مم

## التدريع
| تدريع الصالة ( الأمامي ) | تدريع البرج ( الأمامي ) |
| ------------------------ | ----------------------- |
| 35 مم                    | 30 مم                   |
| الجانبي                  | الجانبي                 |
| 12 مم                    |                         |